# Lijst van gotische vensters in de kruisgang van de Sint-Servaasbasiliek

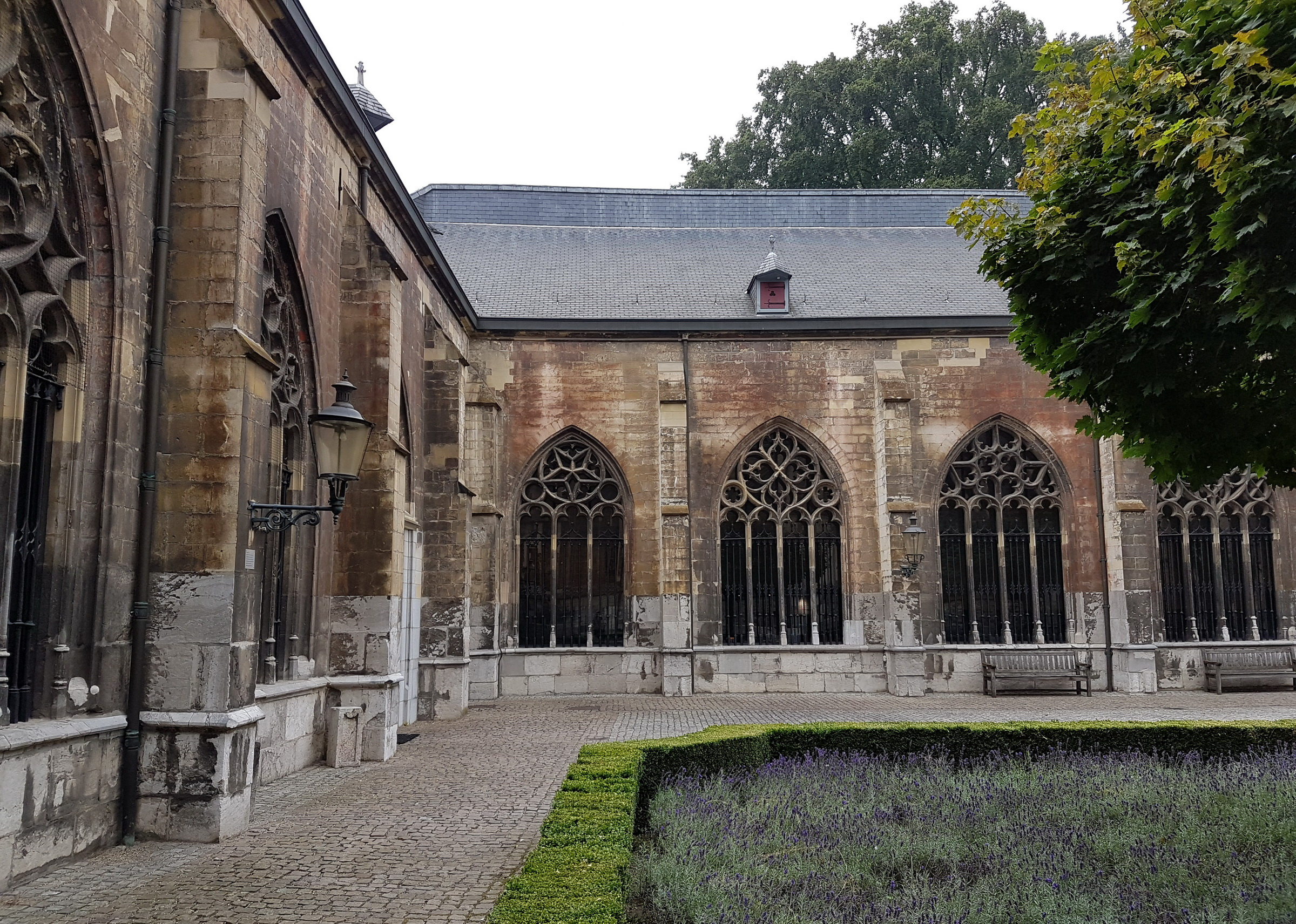
Kruisgang van de Sint-Servaasbasiliek: deel van de west- en noordvleugel

Deze lijst van gotische vensters in de kruisgang van de Sint-Servaasbasiliek geeft een overzicht van alle 23 gebeeldhouwde spitsboogvensters in de kloostergang of kruisgang van de Sint-Servaasbasiliek in de Nederlandse stad Maastricht. De  gotische kruisgangvensters dateren uit het laatste kwart van de vijftiende eeuw en vormen een voorbeeld van Maasgotische beeldhouwkunst. Het maaswerk in de spitsbogen is deels puur decoratief, maar verwijst ook naar de laat-vijftiende-eeuwse politieke machtsverhoudingen in Maastricht, het prinsbisdom Luik en de Bourgondische Nederlanden.

## Historische achtergrond
De gotische kruisgang van de Sint-Servaasbasiliek heeft diverse voorgangers gekend, waarvan de oudste van hout was volgens Matthaeus Herbenus (1451-1538). De bouw van de huidige kruisgang begon omstreeks 1475, waarschijnlijk nog voordat in 1478 de door Lodewijk XI van Frankrijk gesponsorde Koningskapel werd voltooid. Mogelijk houdt het diverse malen voorkomen van het fleur-de-lys-motief in de venstertraceringen hiermee verband, hoewel ook de Bourgondische hertogen – de tegenstrevers van de Franse koningen in de Bourgondische Oorlogen – en de Luikse prinsbisschop Lodewijk van Bourbon de Franse lelie in hun wapenschild voerden. Het eveneens voorkomen van het wapenschild van Johan van Horne, van 1483 tot 1505 prinsbisschop van Luik, betekent dat de kruisgang waarschijnlijk tijdens diens regeringsperiode is voltooid.

## Algemene karakterisering

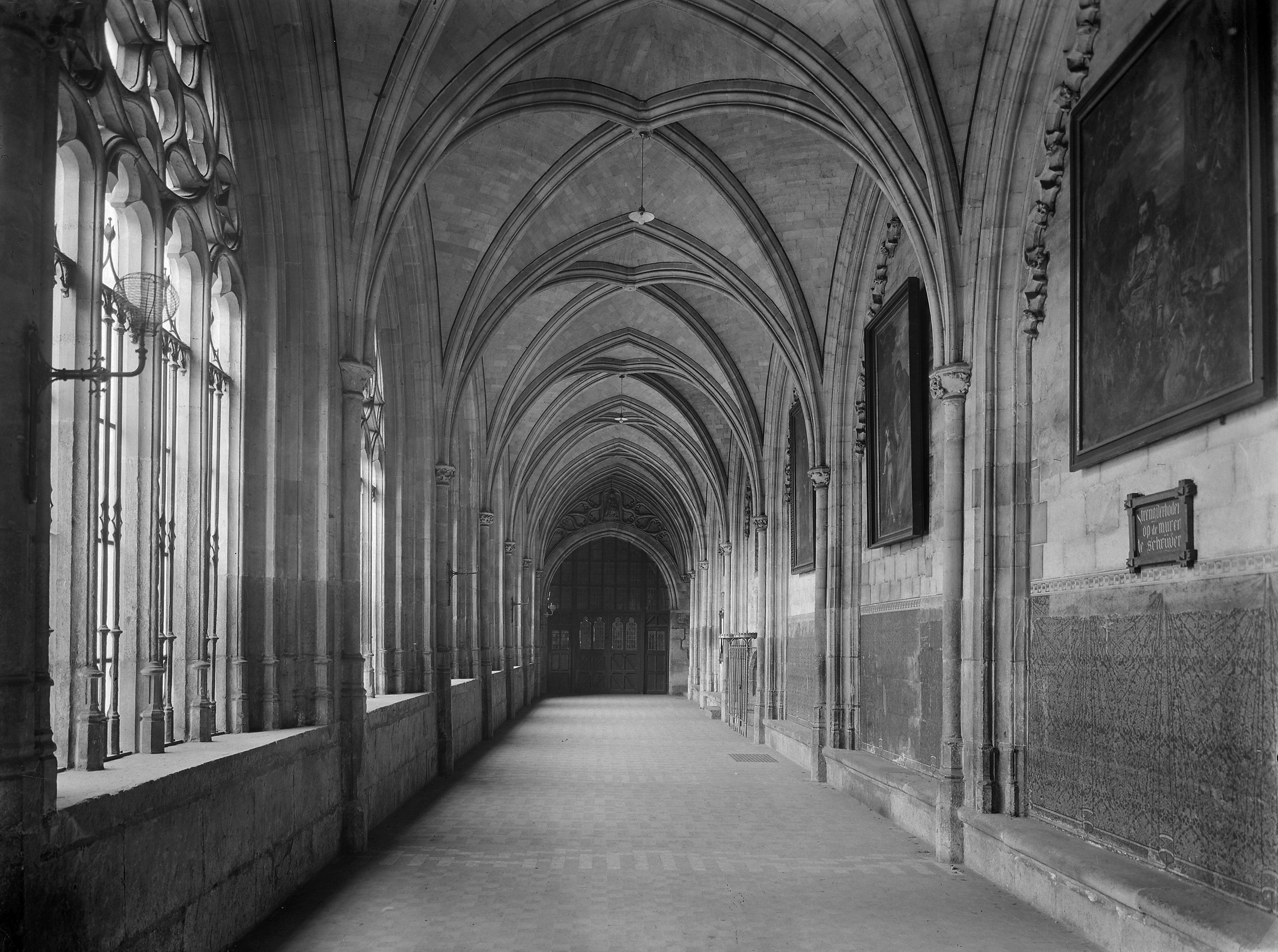
Westelijke kruisgangvensters zonder glas (omstreeks 1900)

Vanwege de onregelmatige vorm van de kruisgang, ingepast tussen bestaande gebouwen, is het aantal vensters en de breedte van de vensters niet in alle vleugels hetzelfde. De noordvleugel telt zeven vensters; de oost- en westvleugels hebben er beide acht. De vensters van laatstgenoemde vleugel zijn echter merendeels quadrifora (vensters met vier traveeën); slechts het eerste en laatste venster zijn trifora (met drie traveeën). Bij de oostvleugel is dit omgekeerd: twee ramen zijn quadrifora (de twee meest zuidelijke); de andere zes zijn trifora. Van de zeven vensters van de noordvleugel zijn alleen de buitenste smaller. De zes gotische ramen aan de zuidzijde van de pandhof behoren niet tot de kruisgang, maar tot de noordelijke zijkapellen van de kerk en ontbreken om die reden in dit overzicht. De kleine, eenvoudige vensters elders in de kloostergang, onder andere in de eerste twee traveeën van de Lange Gaank (lange of westelijke gang), worden hier evenmin behandeld.
De montants of tussenstijlen, die de vensters in drie of vier traveeën verdelen, zijn van basementen voorzien. Deze en de aansluitende lagere delen van de montants zijn van Naamse steen. De hogere delen van de vensters zijn van Limburgse mergel. In de spitsbogen gaan de montants over in traceringen of maaswerk. Het maaswerk bestaat grotendeels uit abstracte geometrische figuren; bij ongeveer de helft van de vensters zijn tevens staatkundige symbolen verwerkt. De eerdergenoemde Franse lelie en het Bourgondisch kruis komen beide vier keer voor. De Maastrichtse stadsster is op twee vensters te herkennen. In één venster is mogelijk de Luikse perroen afgebeeld, terwijl in een ander het wapen van het Huis Horne is verwerkt, waarschijnlijk als eerbewijs aan de Luikse bisschop Johan van Horne. De betekenis van de koorden in het derde venster van de westvleugel is nog niet duidelijk.
Tussen de stenen montants staan gietijzeren hekwerken van telkens drie ronde traliestaven, op gotische wijze versierd met accoladebogen en toten. De hekwerktralies hebben basementen die lijken op die van de montants. Aan de binnenkant van de oorspronkelijk ruitloze kruisgangvensters is aan het eind van de negentiende of begin twintigste eeuw kleurloos vensterglas geplaatst.

## Lijst van vensters
| Nummer | Locatie | Venstertype | Spitsboogtracering | Afbeelding |
| ------ | ------- | --- | --- | ---------- |
| 1      |         | triforisch venster met twee montants, eindigend in drie driebladige accoladebogen                                                        | fleur-de-lys (zie 16) |            |
| 2      |         | quadriforisch venster met drie montants, eindigend in vier drielobbige spitsbogen                                                        | fleur-de-lys binnen uivormig ornament geflankeerd door hol en bol gebogen driehoeken met toten en hol gebogen vierhoeken (zie 5) |            |
| 3      |         | quadriforisch venster met drie montants, eindigend in vier drielobbige rondbogen                                                         | geometrisch patroon bestaande uit zes visblazen en enkele klok- en ruitvormen; de twee centrale visblazen zijn met een koord samengebonden en vormen een omgekeerd hart |            |
| 4      |         | quadriforisch venster met drie montants, eindigend in vier driebladige spitsbogen                                                        | geometrisch patroon bestaande uit vier blaasbalgen, elk geplaatst binnen een grotere blaasbalg of visblaas, het geheel omgeven door een blaasbalgmotief met centraal daaroverheen geplaatst een Bourgondisch kruis, geflankeerd door twee cirkels met Andreaskruisen (zie 7, 10 en 12) |            |
| 5      |         | quadriforisch venster met drie montants, eindigend in vier driebladige spitsbogen                                                        | fleur-de-lys binnen uivormig ornament geflankeerd door hol gebogen vierhoeken (zie 2) |            |
| 6      |         | quadriforisch venster met drie montants, eindigend in vier drielobbige rondbogen                                                         | bloemmotief van zes visblazen binnen een grote cirkel, geflankeerd door twee kleinere cirkels met vijfpuntige sterren (wapen van Maastricht) |            |
| 7      |         | boven deur geplaatst quadriforisch venster met drie montants, eindigend in vier driebladige spitsbogen                                   | geometrisch patroon bestaande uit vier blaasbalgen, elk geplaatst binnen een grotere blaasbalg of visblaas, het geheel omgeven door een blaasbalgmotief met centraal daaroverheen een Bourgondisch kruis, geflankeerd door twee lege cirkels (zie 4, 10 en 12)                         |            |
| 8      |         | triforisch venster met twee montants eindigend in drie drielobbige rondbogen                                                             | geometrisch patroon bestaande uit een voortzetting van de montants, eindigend in een enkele driebladige accoladeboog, geflankeerd door twee visblazen; de punt van de accoladeboog wordt bekroond door een torenachtige structuur (de Luikse perroen?) binnen een omgekeerd hart       |            |
| 9      |         | triforisch venster met twee montants eindigend in drie drielobbige rondbogen                                                             | geometrisch patroon bestaande uit een grote cirkel met daarin een vijfpuntige ster (stadswapen Maastricht), geflankeerd door twee kleine, lege cirkels |            |
| 10     |         | quadriforisch venster met drie montants, eindigend in vier driebladige spitsbogen                                                        | geometrisch patroon bestaande uit vier blaasbalgen, elk geplaatst binnen een grotere blaasbalg of visblaas, het geheel omgeven door een blaasbalgmotief met centraal daaroverheen een Bourgondisch kruis, geflankeerd door twee cirkels met zespassen (zie 4, 7 en 12)                 |            |
| 11     |         | quadriforisch venster met drie montants, eindigend in vier driebladige rondbogen                                                         | geometrisch patroon van twaalf visblazen, deels verticaal gestapeld, met in de opengebleven ruimte enkele hol gebogen vier- en vijfhoeken (zie 13 en 23) |            |
| 12     |         | quadriforisch venster met drie montants, eindigend in vier driebladige spitsbogen                                                        | geometrisch patroon bestaande uit vier blaasbalgen, elk geplaatst binnen een grotere blaasbalg of visblaas, het geheel omgeven door een blaasbalgmotief met centraal daaroverheen een Bourgondisch kruis, geflankeerd door twee cirkels met Andreaskruisen (zie 4, 7 en 10)            |            |
| 13     |         | quadriforisch venster met drie montants, eindigend in vier drielobbige rondbogen                                                         | geometrisch patroon van twaalf visblazen, deels verticaal gestapeld, met in de opengebleven ruimte enkele hol gebogen vier- en vijfhoeken (zie 11 en 23) |            |
| 14     |         | quadriforisch venster met drie montants, eindigend in vier drielobbige rondbogen                                                         | bloemmotief van zes visblazen binnen een grote cirkel, geflankeerd door twee liggende visblazen |            |
| 15     |         | triforisch venster met twee montants, eindigend in drie drielobbige rondbogen                                                            | vijfsnuit van vijf in elkaar gedraaide visblazen binnen een cirkel, geflankeerd door twee ondersteboven afgebeelde visblazen |            |
| 16     |         | triforisch venster met twee montants, eindigend in drie driebladige accoladebogen                                                        | fleur-de-lys (zie 1) |            |
| 17     |         | triforisch venster met twee montants, eindigend in drie drielobbige rondbogen, waarvan de buitenste twee hoger oprijzen dan de middelste | zes in een cirkel geplaatste visblazen die in het midden een hol gebogen vierhoek vormen waarin het wapen van het Huis Horne is afgebeeld; aan de zijkanten twee druppels (zie 19 en 21)                                                                                               |            |
| 18     |         | boven deur geplaatst triforisch venster met twee montants, eindigend in drie drielobbige rondbogen                                       | vijf visblazen met in de restruimte twee hol en bol gebogen driehoeken, twee hol gebogen vierhoeken en een hol en bol gebogen vierhoek met toten (zie 20) |            |
| 19     |         | triforisch venster met twee montants, eindigend in drie drielobbige rondbogen, waarvan de buitenste twee hoger oprijzen dan de middelste | zes in een cirkel geplaatste visblazen die in het midden een hol gebogen vierhoek vormen, geflankeerd door twee druppels (zie 17 en 21) |            |
| 20     |         | triforisch venster met twee montants, eindigend in drie drielobbige rondbogen                                                            | vijf visblazen met in de restruimte twee hol en bol gebogen driehoeken, twee hol gebogen vierhoeken en een hol en bol gebogen vierhoek met toten (zie 18) |            |
| 21     |         | triforisch venster met twee montants, eindigend in drie drielobbige rondbogen, waarvan de buitenste twee hoger oprijzen dan de middelste | zes in een cirkel geplaatste visblazen die in het midden een hol gebogen vierhoek vormen, geflankeerd door twee druppels (zie 17 en 19) |            |
| 22     |         | quadriforisch venster met drie montants, eindigend in vier drielobbige rondbogen                                                         | kruismotief met lobben binnen een grote cirkel, geflankeerd door twee gebogen harten |            |
| 23     |         | quadriforisch venster met drie montants, eindigend in vier drielobbige rondbogen                                                         | geometrisch patroon van twaalf visblazen, deels verticaal gestapeld, met in de opengebleven ruimte enkele hol gebogen vier- en vijfhoeken (zie 11 en 13) |            |